# Xã Walton, Quận Washington, Missouri
Xã Walton (tiếng Anh: Walton Township) là một xã thuộc quận Washington, tiểu bang Missouri, Hoa Kỳ. Năm 2010, dân số của xã này là 893 người.